# Хронологија инвазије Русије на Украјину (мај 2022)
Овај чланак обухвата дешавања која су се догодила у мају 2022. године, за време инвазије Русије на Украјину.

## Хронологија

### 1. мај
Министарство одбране Русије саопштило је да су ПВО системи током ноћи оборили два украјинска бомбардера Су-24М изнад дела Харковске области која је под њиховом контролом.

### 2. мај
Локалне власти у Одеској области су саопштиле да је руски ракетни удар погодио стратешки важан мост преко делте Дњестра.

### 3. мај
Дмитро Живицки, начелник Сумске области, рекао је да је Русија током ноћи гранатирала три села у региону, без пријављених жртава.

### 4. мај
Руска војска је саопштила да је користила прецизне ракете за уништавање електроенергетских објеката на пет железничких станица широм Украјине, док су артиљерија и авиони такође напали упоришта трупа и складишта горива и муниције.

### 5. мај
Министарство одбране Русије саопштило је да су ракете уништиле авијацијску опрему на аеродрому Канатово у украјинској централној Кировоградској области и велико складиште муниције у јужном граду Николајеву.

### 6. мај
Олег Синегубов, гувернер Харковске области, пријавио је вишеструке нападе гранатирања, од којих је један изазвао пожар који је скоро уништио Књижевни спомен-музеј Григорија Сковороде.

### 7. мај
Гувернер Луганске области Сергеј Гајдај рекао је да је Русија бацила бомбу на школу у селу Билохоривка. Две особе су погинуле. Поред тога, он је рекао да је, према прелиминарним информацијама, гранатирање у селу Шипилово уништило кућу, а 11 људи је остало испод рушевина.

### 8. мај
Руско гранатирање је поново погодило Сумску област, оштетивши јеврејско гробље у Глухову које има историјски значај.

### 9. мај
Шопинг центар и два хотела у Одеси су погођена руским ракетама, што је резултирало са неколико жртава.

### 10. мај
Украјина је одбила покушај Русије да пређе реку Северски Доњец, узрокујући десетине губитака руске опреме и стотине жртава.

### 11. мај
Кирил Стремусов је саопштио да ће Херсон затражити да регион Херсона постане пуноправни, конститутивни субјект Руске Федерације.
Владимир Лијах, градоначелник Словјанска, саопштио је да су руске ракете погодиле два рејона у том граду.

### 12. мај
Русија је навела да су њене снаге погодиле два складишта муниције у Черниговској области. Такође је речено да је уништен украјински ракетни систем противваздушне одбране С-300 у области Харкова и радарска станица у близини Одесе. Такође је саопштено да су руске снаге заузеле Рубижне.

### 13. мај
Лојд Остин и Сергеј Шојгу су обавили телефонски разговор, по први пут од почетка инвазије.

### 14. мај
Украјински генералштаб је саопштио да се Руси повлаче из Харкова и да се фокусирају на чување путева снабдевања.

### 15. мај
Украјински званичници су саопштили да су извели контранапад на руске трупе у Изјуму. Такође, речено је да су војници стигли до границе са Русијом (након повратка територије око Харкова под своју контролу).

### 16. мај
Министарство одбране Русије је саопштило да су њене снаге обориле авион Су-25 у близини насеља Јевгенивка у Николајевској области, други Су-25 код Велике Комишвахе у Харкову и Су-24 у близини Змијског острва.
Градоначелник Николајева Олександр Сенкевич је изјавио да је Русија гранатирала стамбено насеље у Николајеву, запаливши продавницу и аутомобил, а напад је оштетио и гасовод.

### 17. мај
Украјинске снаге су се предале руским трупама (као и трупама ДНР) које су се евакуисале из челичане "Азовстаљ". Тај догађај је означио крај опсаде Маријупоља. Заменица министра одбране Хана Маљар је изјавила: „Захваљујући браниоцима Маријупоља, Украјина је добила критично важно време за формирање резерви и прегруписавање снага и добијање помоћи од партнера. И испунили су све своје задатке. Али немогуће је војним путем деблокирати Азовстаљ." 211 војника евакуисано је хуманитарним коридором у Оленивку (град који је под контролом власти ДНР). Још 260 војника, укључујући 53 која су тешко рањена, пребачено је у болницу у град Новоазовск ( такође под контролом ДНР).

### 18. мај
Руске трупе су обезбедиле потпуну контролу у центру и околини Маријупоља.

### 19. мај
Званичници Русије су саопштили да су користили нову генерацију моћног ласерског оружја на територији Украјине за спаљивање дронова.

### 20. мај
Русија је ракетама погодила зграду Палате културе у Лозови (Харковска област). Зеленски је осудио напад, описујући га као "апсолутно зло" и "апсолутну глупост".
Званичници Русије су саопштили да су скоро у потпуности заузели Луганску област.

### 21. мај
Из Русије је саопштено да су коришћене крстареће ракете "Калибар" из мора да уништи велику пошиљку наоружања и војне опреме коју су Украјини испоручиле Сједињене Државе и Европске земље. Русија је такође саопштила да су погођена складишта горива у близини Одесе. Такође је наведено да су оборена два украјинска авиона Су-25 и 14 дронова.

### 22. мај
Украјински председник Володимир Зеленски је продужио ванредно стање у земљи за три месеца (до 22. августа 2022. године).
Русија је саопштила да је ударила украјинске снаге ваздушним ударима и артиљеријом у регионима Николајева и Донбаса, гађајући првентсвено командне центре, трупе и складишта муниције.

### 23. мај
Денис Пушилин (лидер ДНР-а) је изјавио да ће Украјинске трупе које су се предале у Маријупољу имати суђење на територији ДНР-а. Међутим, није прецизирао која кривична дела се заробљеним војницима стављају на терет.

### 24. мај
Украјина је саопштила да су руске снаге покренуле свеобухватни напад са циљем да се опколе украјинске трупе у Северодоњецку и Лисичанску, који се налазе на источној и западној обали реке Северски Доњец.
Павло Кириленко, начелник доњецке регионалне војне администрације, рекао је да су руске снаге преузеле контролу над градом Свитлодарском у источном региону Донбаса и да су се украјинске снаге повукле како би се прегруписале.
Председник Зеленски је рекао да дневно страда 50-100 украјинских војника. Он је такође навео да је претходне недеље убијено 70+ војника у једном нападу на војну базу у близини Кијева.

### 25. мај
Државна дума Руске Федерације усвојила је закон којим се дозвољава регрутација старијих војника. У белешци уз предложени закон писало је: „За употребу високопрецизног наоружања, руковање наоружањем и војном опремом потребни су високостручни специјалисти. Искуство показује да они то и постају са 40-45 година."
Према извештају, Русија је гранатирала Северодоњецк из минобацача. Званичници Украјине су саопштили да је погинуло 6 људи.

### 26. мај
Украјина је навела да Русија спроводи офанзивне операције на више делова фронта, са напорима усредсређеним на успостављање пуне контроле над селом и железничким чвориштем Лиман, као део припрема за поновни напад на Славјанск.
Село Устиновка, јужно од Северодоњецка, наводно је нападнуто у покушају да се побољшају руски положаји у тој области. Такође је саопштено да руске снаге настављају нападе у близини пута Лисичанск-Бахмут, уз нападе на Комишваху, Липове и Нахирне. Пријављени су и напади у околини Авдијивке и у близини села Золота Нова. Поред тога, пријављено је да руске снаге настављају офанзиве како би успоставиле потпуну контролу у региону Херсонске области, са нападима на село Тавријско јужно од Николајева и Николајевку јужно од Кривог Рога. Такође је пријављено гранатирање цивилних и војних циљева широм фронта.

### 27. мај
Украјински званичници су саопштили да је оштећено око 90% зграда у Северодоњецку.
Британски премијер Борис Џонсон рекао је да руске снаге „настављају да жваћу кроз земљу“, додајући да остварују спор, али опипљив напредак. После захтева Украјине да им САД и Велика Британија обезбеде ракетне системе за вишеструко лансирање (МЛРС), Џонсон је изјавио да би то омогућило Украјинцима да се бране од руске артиљерије и да „ту свет треба да иде“.

### 28. мај
Сергеј Хајдај је рекао да ће украјинске снаге у близини Северодоњецка можда морати да се повуку из области како не би биле опкољене и заробљене од стране руских снага.
Председник Зеленски је рекао да је ситуација у Украјини веома тешка, посебно у областима Донбаса и Харкова.

### 29. мај
Институт за проучавање рата је саопштио да су руске снаге претрпеле "страшне жртве" у бици код Северодоњецка, али да је и Украјина изгубила снаге. Гувернер Хајдај је изјавио да је пут Лисичанск-Бахмут био последњи који повезује Северодоњецк са остатком земље, и да се очекивало да ће он бити фокус наставка напада Руса, пошто су покушали да заврше "маневар клешта".

### 30. мај
Сергеј Хајдај је рекао да су руске трупе ушле у предграђе Северодоњецка, усред тешких борби.
САД су саопштиле 2. јнеће слати Украјини системе који испаљују ракете домета 185 миља, које би биле способне да погоде територију Русије. Бивши руски председник Дмитриј Медведев рекао је да је та одлука "разумна". САД су навеле да и даље разматрају слање МЛРС-ова краћег домета (20–40 миља).

### 31. мај
Украјина је навела да је имала ограничену контраофанзиву у северном делу Херсонске области.
Руске снаге су извеле бројне нападе током претходна 2 дана на украјинске положаје у близини реке Инхулец, очигледно без напретка са обе стране.